# Muñeca (telenovela)
Muñeca es una telenovela mexicana dirigida por Fernando Wagner y producida por Manolo García para la cadena Televisa en 1973. Fue protagonizada por Fanny Cano y Rodolfo Bebán, con las actuaciones antagónicas de Augusto Benedico, Susana Alexander, Yolanda Liévana y Luis Miranda.

## Argumento
Daniel, un niño bien, se aburre de su vida vacía. Él vive con sus tíos Amanda y Alejandro desde que quedó huérfano. Tiene un amigo llamado Jerónimo. Un día, Alejandro le avisa a su sobrino que la herencia que recibió de sus padres es un terreno convertido en una ciudad perdida con un gran costo. 
En aquella ciudad vive Muñeca, una linda joven que trata de salir de la miseria estudiando. También están "El Rata", quien hace poco salió de la cárcel y acosa a Muñeca y el Kid Tabaco, un boxeador además de la envidiosa Márgara quien odia a Muñeca. Daniel se presenta en el barrio usando ropas viejas y conoce a Muñeca. Ella piensa que es uno más de los residentes de la ciudad y Daniel le sigue el juego. Usando el nombre de Ángel se traslada a vivir en la ciudad con la ayuda de Julita su fiel sirvienta. Poco a poco Muñeca y Daniel se enamorarán, pero el engaño saldrá a la luz y aunado a las intrigas de Susana, quien está enamorada de Daniel, las malas intenciones de Márgara y el tío Alejandro cuyas verdaderas intenciones son quedarse con el terreno heredado a su sobrino, Muñeca y Daniel tendrán que luchar duramente para poder ser felices.

## Elenco
- Fanny Cano† - Muñeca Rivas
- Rodolfo Bebán+ - Daniel Bustamante / Ángel Olivares
- Blanca Sánchez† - Laura
- Augusto Benedico† - Alejandro Bustamante
- Andrea Palma† - Amanda Velasco de Bustamante
- Gustavo Rojo† - Padre Félix
- Alejandro Ciangherotti† - Anselmo
- Luis Miranda - "El Rata"
- Adalberto Martínez "Resortes"† - Sabino
- Virginia Manzano - María
- Susana Alexander - Margarita  "Márgara" Rivero
- Manuel Rivera - José
- Guillermo Rivas† - Manzano
- Wolf Rubinsky† - Kid Tabaco
- Eduardo Pérez Rojas - Rodolfo
- Yolanda Liévana - Susana Alarcón
- Alma Muriel† - Julita
- Enrique Álvarez Félix† - Mariano Lastra
- Maty Huitrón†
- Carmela Stein

## Versiones
- Muñeca está basada en la telenovela Así en la villa como en el cielo, producida por Jacinto Pérez Heredia, dirigida por Roberto Denis y además como protagonistas fueron Soledad Silveyra, Guillermo Bredeston y Gabriela Gili.
- En 1993, el productor Eugenio Cobo produjo La última esperanza, dirigida por Alfredo Gurrola una adaptación de esta telenovela que tuvo como protagonistas a Mariana Levy y Alberto Mayagoitia.